# Kloster Quincy
Das Kloster Quincy (Notre-Dame de Quincy, lat. Quinciacum) ist eine ehemalige Zisterzienserabtei in der französischen Gemeinde Tanlay im Département Yonne der Region Burgund. Das Kloster liegt rund dreizehn Kilometer östlich von Tonnerre und vier Kilometer von Tanlay in einem Nebental nördlich des Flusses Armançon.

## Geschichte
Das Kloster wurde 1133 in Quincerot als sechste Tochter der Primarabtei Pontigny gegründet, aber schon zwischen 1135 und 1138 in das Val de Quenouil an den Bach Ru de Melisey verlegt. Das Kloster besaß 14 Grangien und Stadthäuser sowie mehrere Mühlen. Im Hundertjährigen Krieg erlitt es Schaden, erholte sich aber am Ausgang des Mittelalters wieder. Die Religionskriege des 16. Jahrhunderts brachten seine Plünderung, für die der Kommendatarabt Kardinal Odet de Châtillon, der auf die Seite der Protestanten getreten war, verantwortlich gewesen sein soll. In der Französischen Revolution wurde das Kloster 1790 aufgelöst, anschließend verkauft und als Steinbruch benutzt. Seit 1822 wird es als landwirtschaftliches Anwesen genutzt.

## Bauten und Anlage
Vom Kloster sind das Abtslogis und Klostergebäude (Konversentrakt und Hotellerie) aus dem 12., 13. und 15. Jahrhundert, darunter vier kreuzrippengewölbte Doppeljoche des um 1210 errichteten Mönchssaals sowie ausgedehnte Keller erhalten. In der Südostecke ist ein Treppentürmchen des ausgehenden 15. Jahrhunderts erhalten. Die Kirche ist abgegangen. Ihr Chor besaß einen Kranz aus sieben Kapellen. Erhalten sind auch Reste des Kanalisationssystems.